# 三陸鉄道36-R形気動車

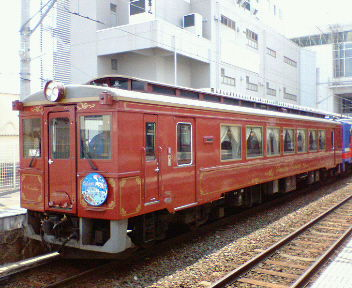
さんりくしおさい八戸号として八戸駅へ直通運転した時の様子

三陸鉄道36-R形気動車（さんりくてつどうさんりくRがたきどうしゃ）は、三陸鉄道に所属する気動車である。2005年（平成17年）3月13日に営業運転を開始した。

## 概要
2004年（平成16年）に36-400形2両が廃車となり、その後継車両として2005年（平成17年）2月に新潟トランシスで36-600形として1両製造された。36-300形・36-400形と同様に、昭和初期の時代をイメージした作りとなっている。その後、2006年（平成18年）3月にも1両が製造され36-600形は2両となった。愛称は「さんりくしおさい」。
2014年（平成26年）2月から3月にかけて、36-600形はブレーキ装置を自動空気ブレーキから電気指令式空気ブレーキに変更し36-R形に形式変更。これにより36-100形・200形とは連結できなくなった。また同年3月に外観が紫色基調となった「36-R3」1両が南リアス線用の新レトロ調車両として製造され、同年4月より営業運転に投入された。これにより36-R形は3両となり、36-600形は形式消滅した。
団体貸切や企画列車用の車両として用いられている。R1とR2は新製当初から北リアス線に配置され、東日本大震災による被災まではJR山田線宮古 - 釜石間を介して南リアス線まで直通した実績もある。R3は南リアス線に配置された。
2019年のJR山田線宮古 - 釜石間の経営移管によるリアス線開業以降は宮古運行本部に配置が統合され、全区間で共通運用されるようになった。このうち、R3は釜石発のリアス線開業記念列車に使用された。36-Z1形、36-700形と連結して運行されることもある。

## 車両データ
- 最大長 - 20,500mm（連結面間）
- 最大高 - 3,982.4mm（R1・R2）、4,042mm (R3)
- 最大幅 - 2,928mm
- 自重 - 33.0t（R1・R2）、34.5t (R3)
- 定員 - 113人（R1・R2、座席48人・立席65人）、111人（R3、座席48人・立席63人）
- 機関 - DMF13HZ (330PS)
- ブレーキ装置 - 電気指令式空気ブレーキ
- 台車 - NF-01CD･NF-01CT（R1・R2）、NF-01ND･NF-01NT (R3)
- 変速機 - TACN-22-1613（変速1段･直結2段自動切替）
- 最高速度 - 95km/h

## 車両構造
内装は木目の壁と床、照明にはシャンデリアと壁灯が使用されている。移動制約者にも対応するため、車椅子対応のトイレや乗降用スロープが設置され、駅名等のLED表示器による視覚表示やドアの開閉時にドアチャイム鳴動等の設備が施されている。また、車椅子用のスペースが1台分あり、団体列車としても利用できるようにR1・R2にはカラオケ装置及びモニタ、ビデオデッキ、DVDプレーヤー、冷蔵庫等を備えている。R3には両側の運転台の右側に主に子ども向けの模擬運転台が設置されている。
なおR3は、同時に製造された36-Z1形に外観の特徴が似ている。